# TUSEM Essen
Il Turn- Und Sportverein Essen-Margarethenhöhe E.v. 1926 è una squadra di pallamano tedesca avente sede a Essen.

È stata fondata nel 1926.

Nella sua storia ha vinto 3 campionati tedeschi, 3 coppe di Germania, 1 Coppa delle Coppe, 1 EHF Cup e 1 City Cup.

Disputa le proprie gare interne presso lo Sporthalle Am Hallo di Essen la quale ha una capienza di 3.000 spettatori.

## Palmarès

### Trofei nazionali
- Campionato tedesco: 3
  - 1985-86, 1986-87, 1988-89.
- Coppa di Germania: 3
  - 1987-88, 1990-91, 1991-92.

### Trofei internazionali
- Coppa delle Coppe: 1
  - 1988-89.
- IHF Cup / EHF Cup: 1
  - 2004-05.
- City Cup / Challange Cup: 1
  - 1993-94.